# گلن ویورلی، ویکتوریا

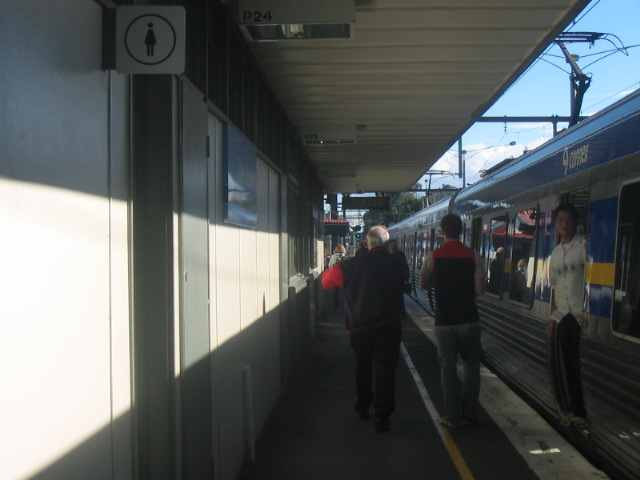

گلن ویورلی (به انگلیسی: Glen Waverley) یک حومه شهر در استرالیا است که در City of Monash واقع شده‌است.